# Лебяжье (Камызякский район)
Лебяжье — село в Камызякском районе Астраханской области России. Входит в состав Образцово-Травинского сельсовета.  До 2017 года являлся административным центром Лебяжинского сельсовета. Население 732 человек (2010), 99 % из них — казахи.

## История
Летом 1930 года в селе был образован колхоз «Кызыл Аскер», выделишвийся из более крупного колхоза имени Сталина, образованного зимой того же года.
Законом Астраханской области от 5 сентября 2017 года № 46/2017-ОЗ, Лебяжинский, Образцово-Травинский и Полдневский сельсоветы были объединены в Образцово-Травинский сельсовет с административным центром в селе Образцово-Травино.

## География
Село находится в южной части Астраханской области, на правом берегу рукава Кизань дельты реки Волги, на расстоянии примерно 19 километров (по прямой) к юго-юго-востоку (SSE) от города Камызяк, административного центра района. 
Климат
умеренный, резко континентальный, характеризуется высокими температурами летом и низкими — зимой, малым количеством осадков, а также большими годовыми и летними суточными амплитудами температуры воздуха.

## Население
| 2002 | 2010 |
| ---- | ---- |
| 743  | ↘732 |

Национальный и гендерный состав
По данным Всероссийской переписи в 2010 году, численность населения села составляла 732 человека (361 мужчина и 371 женщина, 49,3 и 50,7 %% соответственно).
Согласно результатам переписи 2002 года, в национальной структуре населения казахи составляли 99 %.
| Национальность | Численность (2010) | Процент |
| -------------- | ------------------ | ------- |
| Казахи         | 713                | 97,4%   |
| Русские        | 4                  | 0,5%    |
| Ногайцы        | 3                  | 0,4%    |
| Не указана     | 12                 | 1,6%    |
| Всего          | 732                | 100%    |

## Инфраструктура
В селе функционируют основная общеобразовательная школа, рыболовецкий колхоз, фельдшерско-акушерский пункт (филиал ГБУЗ «Камызякская центральная районная больница»), дом культуры и отделение Почты России.

## Улицы
Уличная сеть села состоит из 3 улиц.